# کاشمن (آرکانزاس)
کاشمن (آرکانزاس) (به انگلیسی: Cushman, Arkansas) در ایالات متحده آمریکا با جمعیت ۴۵۲ نفر است که در آرکانزاس واقع شده‌است.

## موقعیت جغرافیایی
موقعیت جغرافیایی شهرها و مناطق اطراف به شرح زیر است: